# Henry (Bischof)

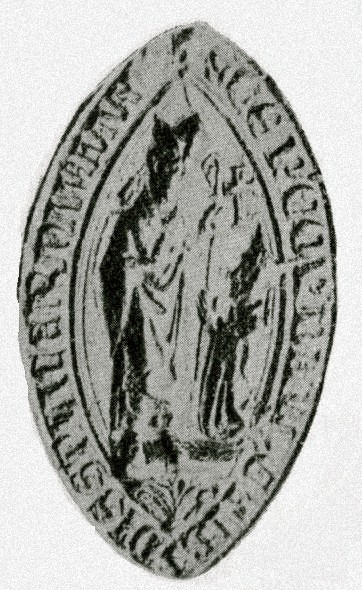
Siegel von Bischof Henry

Henry († 1. November 1293) war ein schottischer Geistlicher. Ab 1253 war er Bischof von Whithorn.
Henry war Abt des Augustinerklosters Holyrood Abbey bei Edinburgh, als er 1253 zum Bischof der südwestschottischen Diözese Whithorn gewählt wurde. Wie genau die Wahl von Henry erfolgte, ist unklar, aber die Wahl war wie bereits die Wahl seines Vorgängers Gilbert umstritten. Das Recht zur Wahl der Bischöfe wurde sowohl von den Prämonstratenser-Chorherren von Whithorn Priory wie auch von anderen Geistlichen und dem Volk beansprucht, womit der Lord of Galloway faktisch das Patronatsrecht innehatte. Der Vorschlag des Lords of Galloway, der vermutlich auch der der Chorherren von Whithorn Priory war, wurde vermutlich vom Regentschaftsrat, der für den minderjährigen König Alexander III. die Regierung führte, übergangen. Der schottische König musste der Wahl eines Bischofs zustimmen, und mit diesem Recht setzte Walter Comyn, Earl of Menteith, der den Regentschaftsrat dominierte, die Ernennung von Abt Henry durch. John de Balliol, Lord of Galloway protestierte gegen die Ernennung von Henry, wobei er offenbar von Erzbischof Walter von York unterstützt wurde. Die Diözese Whithorn war als einzige schottische Diözese dem englischen Erzbistum York unterstellt, und da John de Balliol zudem auch Vertreter des englischen Königs im Regentschaftsrat war, führte die Wahl von Henry zu Spannungen mit dem englischen König. Ob Abt Henry dabei besondere Beziehungen zu Walter Comyn hatte, ist nicht bekannt. Der Streit verzögerte aber die Weihe von Henry zum Bischof, bis er vermutlich erst am 7. Februar 1255 von Bischof Walter von Durham geweiht wurde.
Henry bezeugte 1273 die Gründung von Sweetheart Abbey durch Dervorguilla, der Witwe von John de Balliol. Aufgrund seines hohen Alters ließ er sich 1287 für seinen jährlich anstehenden Besuch beim Erzbischof von York entschuldigen. Am 17. März 1290 bezeugte er den Vertrag von Birgham, und während des Great Cause, der Versammlung, die über den Thronanspruch der Anwärter auf den schottischen Thron entscheiden sollte, diente er 1292 als Vertreter von John Balliol.